# Курмухчай
Курмухчай (азерб. Kürmükçay) — река в Гахском районе Азербайджана, левый приток реки Алазани.

## Этимология
Гидроним впервые упоминается в грузинском источнике IX века. Название реки произогло от названия минеральных источников, расположенных на его берегах. Ряд исследователей считает, что гидроним произошёл от старотюркского слова кёрмюк, означающего «пруд».

## Основные характеристики
Длина реки — 55 км. Площадь водосборного бассейна — 562 км². Средний расход воды в год — 10,7 м³/с.
Высота истока — 1127,6 м над уровнем моря. Высота устья — 160 м над уровнем моря.

## Описание
Истоки реки берут начало на южных склонах Главного Кавказского хребта с высоты 3280 м; на границе с Дагестаном (Россией). На выходе к долине Алазани-Айричай река разделяется на множество притоков. На реке случаются сильные сели и наводнения.
На правом и левом берегах реки расположены выходы минеральных источников. Содержание минералов в источниках малое, температура — тёплая.